# Macromia chui
Macromia chui är en trollsländeart som beskrevs av Syoziro Asahina 1968. Macromia chui ingår i släktet Macromia och familjen skimmertrollsländor. Inga underarter finns listade i Catalogue of Life.